# Gorespattered Suicide
 (juillet 2018).
Si vous disposez d'ouvrages ou d'articles de référence ou si vous connaissez des sites web de qualité traitant du thème abordé ici, merci de compléter l'article en donnant les références utiles à sa vérifiabilité et en les liant à la section « Notes et références ».
Albums de Avulsed
Yearning for the grotesque Reanimations
Gorespattered suicide est le sixième album de Avulsed.

## Liste des morceaux
1. Gorespattered Suicide : 3 min 46 s
2. Burnt but not Carbonized : 4 min 38 s
3. Filth Injected : 4 min 47 s
4. Infernal Haemorrhoids : 0 min 15 s
5. 4 N Sick : 4 min 07 s
6. Harvesting the Blood : 5 min 10 s
7. Let Me Taste your Flesh : 4 min 42 s
8. Hoax Therapy : 2 min 00 s
9. Divine Wine : 4 min 04 s
10. Protervia : 4 min 18 s
11. Eat Foetal Mush : 4 min 26 s
12. Ace of Spades (Motörhead) : 2 min 35 s

## Formation
- Dave Rotten: chant
- Cabra: guitare
- Riki: batterie
- Juancar: guitare
- Tana: basse

## Divers
- Raul Casarrubios est le clavieriste sur les pistes 3 et 8.
- Alberto Marín joue le solo de guitare sur "Protervia".
- Dave Rotten précise comme d'habitude qu'aucun effet de distorsion vocale n'a été utilisé sur cet album.